# Газовый баллончик

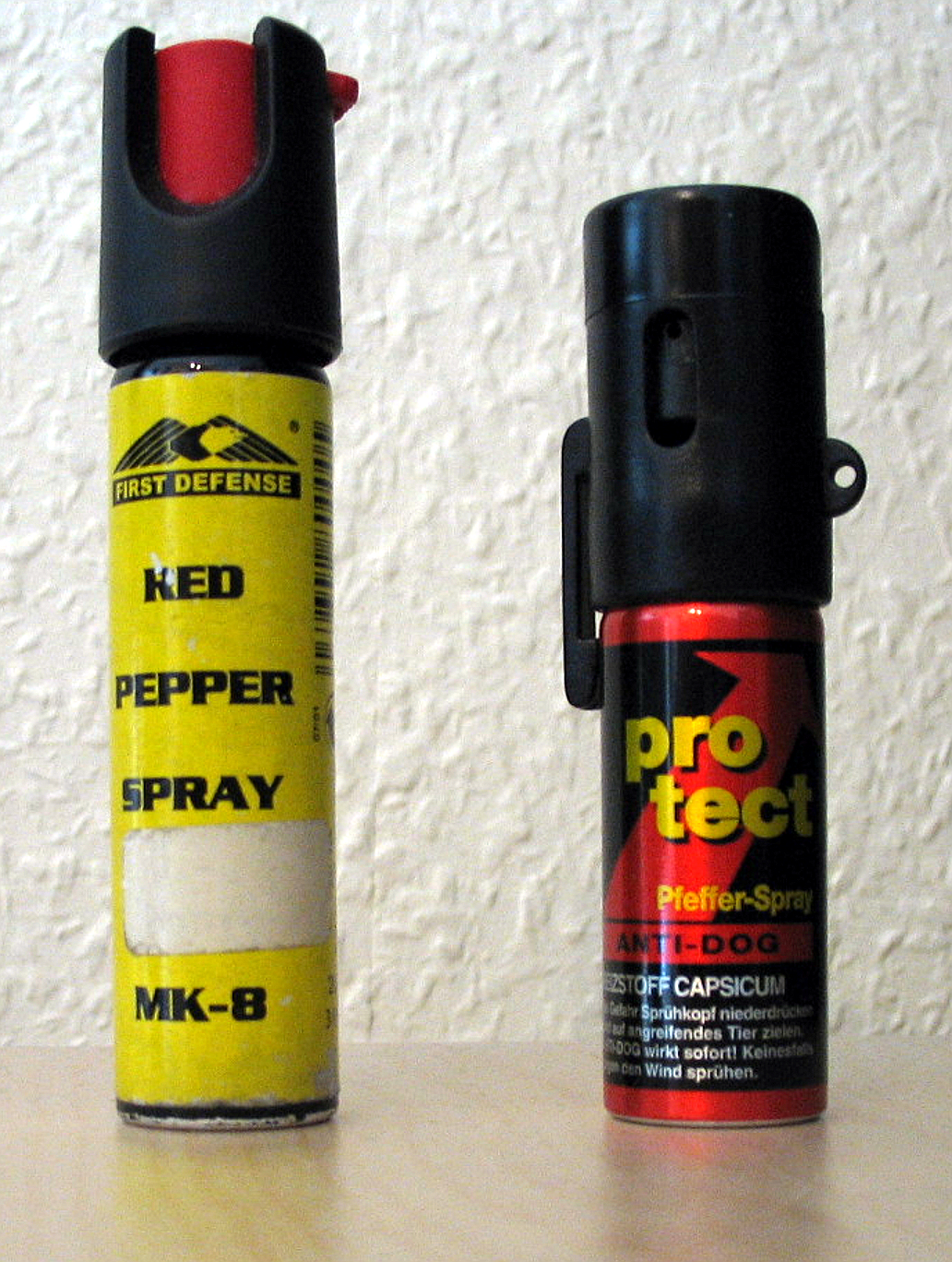
Газовые баллончики

Газовый баллончик — гражданское газовое оружие самообороны, снаряженное слезоточивыми или раздражающими веществами (ирритантами), предназначенное для необходимой обороны от людей и для защиты от агрессивных животных (собак, волков, также производятся специальные баллончики от медведей, увеличенного объёма и дальности действия).

## Описание
Основные части:
- корпус (чаще алюминиевый),

Устройство газового баллончика

- клапанное устройство (стакан, пружина, ниппель, шток, уплотнитель, сифонная трубка, возможны другие детали, например с системой BOV 360[1]),
- распылительная головка (диффузор),
- защитный колпачок (существует множество вариантов его исполнения, в том числе и с фонариком[2]).

Принцип работы:
В свободном (закрытом) положении отверстия в штоке находятся выше ниппеля. При нажатии на кнопку диффузор воздействует на шток, он опускается вниз, отверстие в нём опускается ниже ниппеля, открывая путь для выхода жидкого содержимого, вытесняемого пропеллентом (вещество, создающее давление).

Положения клапана

Содержимое баллона как правило состоит из пропеллента, жидкого состава со слезоточиво-раздражающим веществом (ирритантом) и добавок (загустители и др. вспомогательные вещества, например маркирующие присадки). В качестве пропеллентов в баллончиках как правило используется сжиженный (смесь хладонов, бутан) либо сжатый газ (воздух или углекислый газ), последний позволяет наполнить их жидким составом — до 70 % его объёма. В качестве растворителя может использоваться этилацетат, изопропанол, этиленгликоль или пропиленгликоль или смеси на их основе. Существуют также рецептуры, основанные на воде.
Различают следующие основные типы эвакуации содержимого:
- аэрозольный факел,
- узкая направленная струя,
- направленный конус (компромисс между струйным и аэрозольным, зачастую крупнокапельное распыление),
- также существуют пенные и гелевые модификации состава.

В основном распространены газовые баллончики с одним типом ирританта. Это OC (Oleoresin Сapsicum) — экстракт жгучего красного стручкового перца, активными веществами которого являются четыре вида капсаициноидов (в том числе капсаицин, дигидрокапсаицин) и смесь его гомологов, концентрация которых определяет эффективность раздражающего вещества.

Примеры недобросовестного информирования потребителя

Также есть многокомпонентные составы, где используется более одного ирританта.
Вопреки распространённому мнению, не существует баллончиков, содержащих нервно-паралитические газы. Данный тип отравляющих веществ относится к оружию массового поражения, не подходит для самообороны и не используется даже в военных целях (производство запрещено международными соглашениями). Применение нервно-паралитических газов не привело бы к моментальному прекращению активных действий нападавшего, однако, впоследствии привело бы к тяжелому поражению нервной системы как нападавшего, так и применявшего такое вещество. В боевой концентрации, в определённом радиусе применения, был бы неизбежен летальный исход. Данное заблуждение связано с недобросовестным информированием потребителя некоторыми производителями в рекламных целях. Как правило, баллончики с надписями «нервно-паралитический» содержат вещество слезоточиво-раздражающего действия CS, что и указано на упаковке.

## Правовое регулирование
Газовые баллончики продаются без специального разрешения во многих странах мира: в Индии, Филиппинах, Южной Корее, Чехии, Германии, Португалии, Италии, Латвии, Польше, Румынии, России, Украине, Словакии, Швейцарии, Испании, США, Венгрии (до 20 г содержимого).
В некоторых странах они продаются лишь по лицензии: в Гонконге, Финляндии, Швеции, штате Массачусетс США, Новой Зеландии.
В ряде стран данная продукция запрещена для приобретения, хранения и ношения гражданами: в Азербайджане, Иране, Сингапуре, Бельгии, Дании, Ирландии, Исландии, Нидерландах, Норвегии, Соединённом Королевстве, Канаде (кроме противомедвежьих), Бразилии (но продаются ГБ, заправленные вытяжкой лука или лимона), Северной территории в Австралии.

### В России
В соответствии с Федеральным законом Российской Федерации «Об оружии», аэрозольные устройства являются гражданским газовым оружием самообороны, граждане Российской Федерации, достигшие 18 лет, имеют право приобретать их без получения лицензии. В России pазрешено пять ирритантов — на основе OC (капсаициноиды), CR, CS, морфолид пеларгоновой кислоты, CN (условный порядок) либо их смеси, содержащие не более двух ирритантов.
Перечень раздражающих веществ, разрешенных к применению Министерством здравоохранения России в составе аэрозольных средств самообороны:
| Раздражающие вещества               | максимальная масса, мг | Максимальная концентрация, мас. % |
| ----------------------------------- | ---------------------- | --------------------------------- |
| Олеорезин капсикум (ОС)             | 1000                   | 6 %                               |
| Морфолид пеларгоновой кислоты (МПК) | 1000                   | 6 %                               |
| Дибенз-1,4-оксазепин (CR)           | 60                     | 1 %                               |
| Ортохлорбензальмалонодинитрил (CS)  | 150                    | 1 %                               |
| Хлорацетофенон (CN)                 | 100                    | 1 %                               |

### В США
В Калифорнии средства самообороны в аэрозольной упаковке должны содержать не более 71 г нетто распыляемого аэрозоля.
В штате Массачусетс граждане могут приобрести аэрозольный баллон для самообороны только у дилеров, имеющих лицензию на продажу огнестрельного оружия в этом штате и должны иметь действующую идентификационную карту огнестрельного оружия (Firearms Identification Card — FID) или лицензию на ношение огнестрельного оружия (License to Carry Firearms — LTC) на приобретение или обладание за пределами частной собственности. Аэрозольный баллон классифицируется как «боеприпас», нелицензионное хранение которого карается лишением свободы до двух лет.
В штате Мичиган разрешается приобретать баллончики для «разумного использования», он может содержать не более 10 % ОС, для защиты «личности или имущества при обстоятельствах, которые оправдывали бы использование физической силы».
В штате Нью-Йорк, юридически перцовым аэрозолем может обладать любой гражданин достигший возраста 18 лет и старше, однако он должен быть приобретён физическим лицом (то есть, не могут быть приобретены заказом по почте или в интернет-магазине) либо в аптеке или по лицензии огнестрельного оружия в розничном магазине (Уголовный кодекс Нью-Йорк 265,20 14 (а)), а продавец должен вести учёт покупок. Использование перцового баллона против лица находящегося при исполнении должностных обязанностей уголовно наказуемо.
В Нью-Джерси позволяется не привлекавшимся к ответственности лицам в возрасте старше 18 лет иметь перцовый аэрозоль с небольшой жгучестью, не более чем 21,26 грамма раздражающего вещества.
В штате Вашингтон граждане старше 18 лет могут носить личное аэрозольное средство самозащиты. Лица старше 14 лет могут носить личное аэрозольное средство самозащиты с согласия их законных опекунов.
В Висконсине для гражданского применения слезоточиво-отравляющий газ не разрешён. По нормативно-правовому регулированию разрешены продукты OC с максимальной концентрацией OC 10 % и диапазоном удельной массы экстракта стручкового перца и инертных ингредиентов 15—60 граммов. Это аэрозоль с массой 14 и 57 г. Кроме того, продукт не должен быть замаскирован, и должно быть устройство для предотвращения случайного срабатывания. Приспособление не должно иметь эффективную дальностью свыше шести метров и должно иметь эффективную дальность 1,8 метра. Кроме того, существуют определённые требования к маркировке и упаковке: нельзя продавать лицам младше 18 лет, и на этикетке должен быть номер телефона производителя. Продукт должен продаваться в запечатанных блистерных упаковках, защищённых от несанкционированного использования.

## Применение

Удержание ГБ (кнопка нажимается большим пальцем)

Аэрозольные устройства, как правило, применяются по ветру. Крайне важно использовать внезапно для противника, тем самым значительно увеличивая эффективность использования. Содержимое для максимального эффекта распыляется в глаза агрессору для достижения эффекта блефароспазма.
В закрытых помещениях применяются струйные, гелевые, пенные или крупнокапельные модификации, значительно меньше заражающие воздух, чем аэрозольные и имеющие более узкий и направленный факел.

## Тренировочные версии
Многие производители наряду с боевыми выпускают тренировочные баллоны. Такие баллончики повторяют технические характеристики боевых, но не содержат слезоточиво-раздражающих веществ и предназначены для практического обучения технике применения. Также они позволяют наглядно оценить и продемонстрировать те или иные свойства и качества определённого типа распылителя (тип эвакуации, параметры факела, время распыления, понижение траектории, влияние ветра и тому подобное).

## Эффективность
Эффективность газового баллончика - многофакторный параметр, в первую очередь зависящий от:
- типа используемого ирританта;
- концентрации ирритантов в составе;
- растворителя, используемого в составе[27];
- формы факела, состояния выходящего вещества;
- расхода, то есть скорости эвакуации (распыления) жидкого состава;
- индивидуальной чувствительности к действию ирритантов в целом и конкретного вещества в частности.

## Первая помощь и дегазация
При попадании ирританта на слизистые, общая тактика действий сводится к:
1. смыванию ирританта;
2. нанесению на слизистые оболочки веществ, которые связываются с ирритантом или приводят к его распаду;
3. при необходимости, снижению болевого эффекта анестетиками.

В зависимости от конкретного типа применённого ирританта тактика может незначительно отличаться.
Для снятия болевого эффекта кожу обрабатывают 5%-м раствором уксуса либо 2%-м раствором пищевой соды.
При болевых ощущениях в дыхательных путях по назначению врача вдыхают «Фицилин».

### OC
Капсаицин не растворяется в воде и даже большие объёмы воды не помогут его полностью смыть. При попадании состава в глаза рекомендуется активно моргать в целях выделения слезы, чтобы вымыть ирритант из глаз.
Исследование пяти часто рекомендуемых процедур для снятия боли (маалокс, 2%-й лидокаин, детский шампунь, молоко или вода) привело к выводу, что: «… Не было никакого существенного различия в боли, в зависимости от предоставляемых пяти различных схем лечения. Время после воздействия оказалось лучшим предсказателем для снижения боли …»
Чтобы избежать трения поражённых участков кожи и слизистых (тем самым усиливая болевые ощущения) и не переносить ирринант на другие участки тела, рекомендуется не прикасаться к поражённым участкам. Для быстрого обеззараживания поверхности тела применяются специальные салфетки. Многие службы скорой помощи и отделения неотложной помощи в США используют детский шампунь, чтобы удалить аэрозоль. Часть OC (и других ирритантов) будет оставаться в дыхательной системе, но восстановление зрения и координации глаз можно ожидать в этом случае в течение от 7 до 15 минут.

### CS
CS также не растворяется в воде и должен быть смыт, используя ту же процедуру, что и для OC.